# ORFeom
A molekuláris genetika területén az ORFeom egy genom nyitott leolvasási kereteinek (open reading frames, ORFs) összességét jelenti. A kifejezést alkalmazzák a klónozott ORF-ek egy halmazának leírására is.
Az ORF-ek a géneket kódoló szekvenciáknak felelnek meg. A genom szekvenciái közül számítógépes programokkal lehet megkeresni őket, ilyen pl. a GENSCAN. Bár ez a baktériumok esetében könnyen megvalósítható, nem triviális a probléma az eukarióták genomjainál, az intronok és exonok jelenléte miatt.
A teljes ORFeomok használata a biológia új, rendszerszemléletű trendjének felel meg, ami omika néven foglalható össze. ORFeomokat használnak például a fehérje-fehérje interakciók vizsgálatánál is.

## ORFeomok klónozása
A teljes ORF-állomány klónozása már számos élőlény esetében sikeres volt, köztük:
- Brucella melitensis[4]
- Chlamydia pneumoniae[5]
- Escherichia coli[6]
- Neisseria gonorrhoeae [7]
- Pseudomonas aeruginosa [8]
- Staphylococcus aureus[9]
- emberi herpeszvírusok.[10]

Az emberi ORFeomot egyelőre csak részlegesen sikerült előállítani.